# Alex Amann
Alex Amann (* 1957 in Bad Bleiberg in Kärnten) ist ein österreichischer Maler und Autor.

## Leben und Wirken
Alex Amann studierte an der Wiener Akademie der Bildenden Künste bei Anton Lehmden und Brono Gironcoli. Seit Ende der 1980er Jahre lebt und arbeitet der Künstler überwiegend in Paris. Des Weiteren verbringt er, besonders in den Sommermonaten, viel Zeit in seinem Kärntner Geburtsort Nötsch im Gailtal.
„Seine Malerei zeigt eine intensive Auseinandersetzung mit den Objekten und deren gestalterische Umsetzung als gegenwärtige Motive des Lebens. In den Bildräumen lassen sich oftmals Verformungen finden. Diese Verzerrungen der Wirklichkeit zeigen die für Amanns Stil signifikante Dynamik und Zeitlosigkeit. Das Atmosphärische unterwirft die Wirklichkeit und die täuschenden Effekte, wie die Vervielfachung der Fluchtpunkte sorgen für eine gestörte Wahrnehmung. Die Konfrontation der Objekte mit der Wirklichkeit sorgen für ein Wechselspiel der Formen. Seine kleineren Werke zeugen von porträtartigen und intimen Darstellungen.“
„Amanns Aktgruppen zeigen gelassene Figuren in eine phantasievolle Landschaft. Die Posen der dargestellten Figuren zeugen von einer Künstlichkeit, wie sie bei Paul Cézanne zu finden ist. Der Künstler erzeugt eine Traumwelt aus leuchtenden Farben, welche Lust, Verletzlichkeit und Vergänglichkeit präsentiert.“

## Ausstellungen

### Einzelausstellungen (Auswahl)
- 2020: After the dark, Galerie Lehner, Wien, A
- 2020: Plaisirs simples, Galerie 3, Velden, A
- 2020: Alte Burg, Gmünd, A
- 2019: Favela Salon XXVII, Klagenfurt, A
- 2019: Kunst am Hof, Tibisch, A
- 2018: Paris–Nötsch, Galerie Maximilian Hutz, Lustenau, A / Galerie Lehner, Wien, A / Dialogues de forme, formes de dialogues, Villa Cameline, Nizza (mit Ralf Marsault), F (Kurator: Héléna Bastais) (Publikation)
- 2016: Schloss Damtschach, Wernberg, A
- 2014: Galerie 3, Klagenfurt, A
- 2013: Haus Winkler Jerabek, Himmelberg, A
- 2012: haaaauch, Klagenfurt, A
- 2011: Galerie Freihausgasse, Villach, A
- 2008: Galerie 3, Klagenfurt, A
- 2007: Galerie Eric Mircher, Paris, F
- 2006: Galerie Christian Zervudacki, Nizza, F
- 2005: Galerie 3, Klagenfurt, A
- 2003: Galerie 3, Klagenfurt, A
- 2003 Musée national Message Biblique Marc Chagall, Nizza, F
- 2001: Kunstverein Kärnten, Künstlerhaus, Klagenfurt, A
- 2000: Galerie Holzer, Villach, A
- 1999: Galerie Holzer, Villach, A
- 1998: Galerie Holzer, Villach, A
- 1997: Schloss Damtschach, Wernberg, A

### Gruppenausstellungen (Auswahl)
- 2020: Ei, ei, Galerie 3, Velden, A
- 2019: There is no clock in the forest, Schloss Damtschach
- 2017: Unheimlich schön. Stillleben heute, Museum Moderner Kunst Kärnten (MMKK), Klagenfurt
- 2016: Art & Antique, Residenz Salzburg, Kunsthandel Michael Kraut
- 2015: Galerie 3, Klagenfurt, A
- 2015: Art & Antique, Residenz Salzburg, Kunsthandel Michael Kraut
- 2015: Art & Antique, Residenz Salzburg, Kunsthandel Michael Kraut
- 2013: Ahnen, Schloss Grafenstein
- 2013: Art austria, Salzburg, Kunsthandel Gril & Plantys
- 2013: Art austria, Galerie 3 (mit Richard Kaplenig)
- 2012: Sammlung 03. Landschaft, MMKK, Klagenfurt
- 2012: Schloss Straßburg, A (mit Helga Druml)
- 2011: The excitement continues, Leopold Museum, Wien
- 2008: K08 – Emanzipation und Konfrontation. Kunst aus Kärnten 1945 bis heute, Museum des Nötscher Kreises, Nötsch, A
- 2005–2006: Darkening, Künstlerhaus, Stuttgart, D
- 2005: Revision oder Abschied von der Jugend, Museum des Nötscher Kreises, Nötsch, A (mit Cornelius Kolig und Helga Druml)
- 2001: Heart Galerie, Paris, F (mit Luc-François Granier)
- 1999: Galerie Kunstbuero, Wien, A (mit Wolfgang Capellari u. Werner Mentl)
- 1999: Galerie Donguy, Paris, F
- 1998: Galerie Donguy, Paris, F
- 1997: Centre d’art contemporain, Rueil-Malmaison (mit L.F.Granier)[4]